# Viguiera lanata
Viguiera lanata là một loài thực vật có hoa trong họ Cúc. Loài này được (Kellogg) A.Gray miêu tả khoa học đầu tiên năm 1882.